# Alignan-du-Vent
Alignan-du-Vent (okzitanisch Alinhan del Vent) ist ein Ort und eine südfranzösische Gemeinde mit 1.761 Einwohnern (Stand 1. Januar 2022) im Département Hérault in der Region Okzitanien.

## Lage und Klima
Das Runddorf (circulade) Alignan-du-Vent liegt in einer Höhe von etwa 95 m etwa 20 km (Fahrtstrecke) nordöstlich von Béziers bzw. knapp 8 km westlich von Pézenas. Das in hohem Maße vom Mittelmeer beeinflusste Klima ist mild bis warm; Regen (ca. 650 mm/Jahr) fällt überwiegend im Winterhalbjahr.

## Bevölkerungsentwicklung
| Jahr                      | 1800 | 1851 | 1901 | 1954 | 1999 | 2018 |
| Einwohner                 | 782  | 1109 | 1363 | 1102 | 1134 | 1745 |
| Quelle: Cassini und INSEE |      |      |      |      |      |      |

Bis in die 1990er Jahre ist die Einwohnerzahl der Gemeinde im Wesentlichen konstant geblieben. Aufgrund der relativen Nähe zur Großstadt Béziers und den auf dem Lande deutlich niedrigeren Immobilienpreisen ist in den letzten Jahren ein deutlicher Anstieg der Bevölkerungszahlen zu verzeichnen.

## Wirtschaft
In früheren Zeiten lebten die Bewohner des Ortes als weitgehende Selbstversorger von der Landwirtschaft, wobei neben Getreide auch Wein angebaut wurde. Daneben betrieb man ein wenig Viehzucht (Schweine, Hühner etc.). Wie in vielen Orten des Languedoc dominierte im 19. Jahrhundert der Weinbau; die örtliche Winzergenossenschaft vermarktet den hier produzierten Wein über die Appellationen Côtes de Thongue, Pays d’Herault und Pays d’Oc. Wegen der Absatzkrise von französischem Wein wird jedoch nur noch auf etwa der Hälfte der landwirtschaftlichen Flächen Weinbau betrieben; auf der anderen Hälfte werden wieder Getreide (Weizen, Mais) und Sonnenblumen angebaut.

## Geschichte
Auf dem Gemeindegebiet sind mehrere Fundorte aus römischer Zeit (Camp Nègre, La Prade, Le Travers, Grauzan und Saint Jean) entdeckt worden. Im Hochmittelalter siedelten sich die Einwohner rund um die Burg (château) der Grundherrenfamilie Servian an.

## Sehenswürdigkeiten

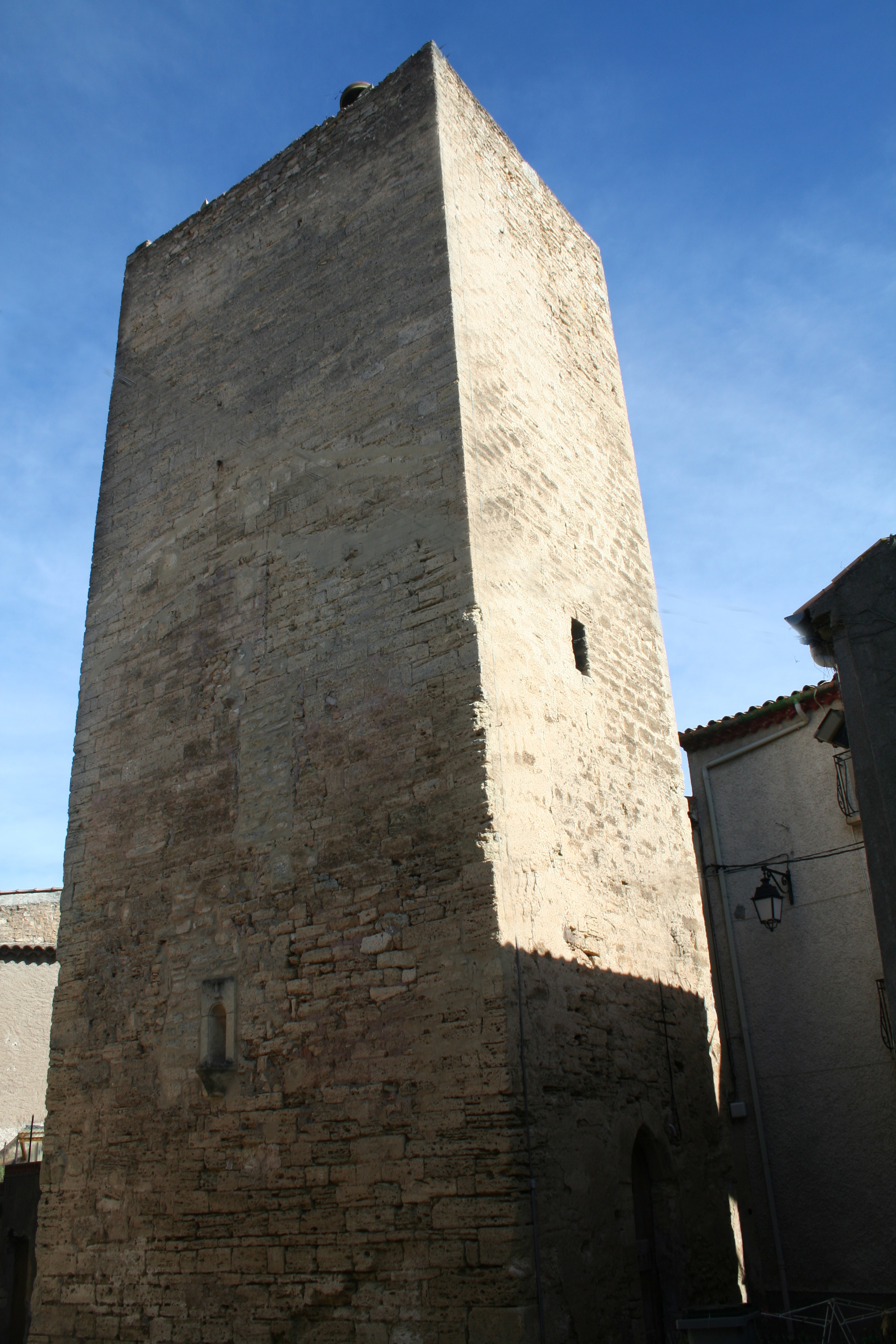
Tour wisigothe

- Der alte Ortskern von Alignan-du-Vent gehört zum Typus der Circulades – Runddörfer, die aus Verteidigungsgründen um einen Kern, bestehend aus einer Burg und/oder Kirche, herum angelegt wurden und deren äußere Häuserfront als Ersatz für eine kostspielige Stadtmauer diente.
- Im Zentrum des Ortes steht der sogenannte Tour wisigothe – ein nahezu fensterloser Wehrturm, der auf die Existenz einer mittelalterlichen Burg zurückverweist und dessen heutige Gestalt aus dem 15. Jahrhundert stammt.
- Im Ortskern finden sich noch einige Häuser aus dem späten Mittelalter und der Renaissance.
- Die nicht im Ortszentrum stehende Pfarrkirche (Église Saint-Martin) ist ein ursprünglich romanischer Bau, der jedoch mehrfach (13., 17. und 19. Jahrhundert) erweitert und umgestaltet wurde. Das Mittelschiff hat noch romanischen Charakter. Der Kirchenbau wurde im Jahr 1998 als Monument historique anerkannt.[1]
- Eine im Jahr 1820 gebaute und mit einem Schöpfrad betriebene Wasserpumpe war bis zum Jahr 1960 in Betrieb. Sie diente auch als Viehtränke (abreuvoir).
- Auf dem Platz bei der Kirche steht auf einem steinernen Sockel ein schmiedeeisernes Kreuz mit einem Hahn an der Spitze.
- Auf einem 113 m hohen Hügel (puech) in der Umgebung stand eine Windmühle, von der jedoch nur noch der Stumpf erhalten ist.
- Das außerhalb des Ortes gelegene ehemalige Priorat Saint-Martial ist zu einem Hotel umgebaut worden.